# Isodontia pelopoeiformis
Isodontia pelopoeiformis là một loài côn trùng cánh màng trong họ Sphecidae, thuộc chi Isodontia. Loài này được Dahlbom miêu tả khoa học đầu tiên năm 1845.